# Camorra en Nueva York
La Camorra de Brooklyn o Camorra de Nueva York fue un conjunto de grupos dedicados al crimen organizado formados por inmigrantes italianos de origen napolitano y el área de la Campania que vivían en Nueva York, particularmente en Brooklyn. A inicios del siglo XX, el bajo mundo criminal de Nueva York consistía principalmente de sicilianos del Harlem italiano y grupos de napolitanos de Brooklyn, algunas veces llamados la Camorra de Brooklyn debido a que el crimen organizado napolitano era llamado Camorra.

## Antecedentes
La gran población de la comunidad inmigrante italiana en Nueva York ofrecía varias oportunidades económicas. Al cambio de siglo, unos 500,000 italianos, principalmente provenientes del empobrecido sur de Italia, moraban en Nueva York y tenían que sobrevivir en circunstancias sociales y económicas muy difíciles. Un artículo del The New York Times de 1885 menciona ya la presencia de la Camorra en Nueva York, envuelta en extorsión de inmigrantes y trabajadores.
La inmigración italiana “hizo fortunas para especuladores y propietarios, pero también transformó los vecindarios en una suerte de hormigueros en los que el sufrimiento, el crimen, la ignorancia y la suciedad eran los elementos dominantes,” según el historiador Arrigo Petacco. Según el sociólogo Humbert S. Nelli: “La comunidad italiana de Nueva York ofrecía un mercado lucrativo para actividades ilícitas, particularmente las apuestas y la prostitución. También proveía un gran mercado para productos de su patria y de la Costa Oeste como alcachofas y aceite de oliva, cuya distribución intentaba ser controlada por los elementos criminales.”

## Primeros jefes criminales

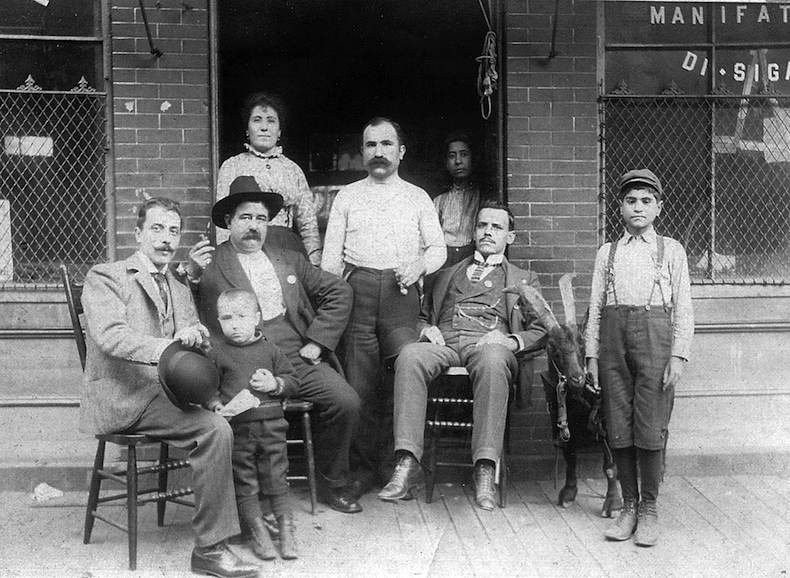
Giosue Gallucci (centro) en el exterior de su negocio de cigarros ubicado en la calle 109 este, ca. 1900.

La mano de obra barata que se necesitaba para la expansión del capitalismo de ese tiempo estaba disponible por la gran cantidad de inmigrantes italianos pobres. Al igual que las anteriores generaciones de inmigrantes, unos pocos sicilianos y napolitanos se involucraron en actividades criminales para prosperar, utilizando las tradiciones criminales de su patria. Uno de los jefes criminales prominentes fue Enrico Alfano, quien se convirtió en uno de los principales objetivos del sargento de policía Joseph Petrosino, el jefe de la escuadra italiana del Departamento de Policía de Nueva York. Otro prominente jefe criminal entre 1910-15 fue Giosue Gallucci, el indisputado Rey de Little Italy nacido en Nápoles y que empleaba pandillas callejeras napolitanas y sicilianas como sus ejecutores en la lotería italiana y gozaba de inmunidad funcional por parte de los agentes de la ley a través de sus contactos políticos.

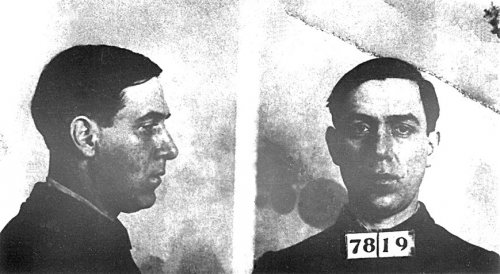
Foto de Alessandro Vollero.

Aparte de ellos habían distintas pandillas de la Camorra en Nueva York. Las pandillas tenían sus raíces en la Camorra napolitana, pero la mayoría de sus miembros eran nacidos en los Estados Unidos. Los dos grupos de la Camorra con base en Nueva York eran la pandilla callejera Neapolitan Navy encabezada por Alessandro Vollero y Leopoldo Lauritano, y la pandilla napolitana de Coney Island bajo el comando de Pellegrino Morano quien manejaba sus actividades desde su restaurante Santa Lucia en Coney Island.
Vollero y Lauritano eran propietarios de una cafetería en el 133 Navy Street en Brooklyn. La cafetería era utilizada como el cuartel general para su pandilla, que consistía principalmente de napolitanos y a la que usualmente se le llamaba La Camorra. Morano abrió el restaurante Santa Lucia cerca de los parques de atracciones de Coney Island con su mano derecha Antonio Paretti, desde donde su pandilla hacía dinero en apuestas y venta de cocaína. Las pandillas no eran organizaciones jerárquicas y cerradas sino asociaciones libres donde cada uno trabajaba para sí mismo, aunque Morano era uno de los líderes que introducían reclutas como camorristi.
Ambas pandillas trabajaron juntas inicialmente contra la familia criminal Morello del Harlem italiano para el control de los locales en Nueva York. Los grupos de la Camorra trataron de controlar el lucrativo negocio de la alcachofa, pero los vendedores soportaban sus amenazas. Al final, un acuerdo fue negociado en el que un "impuesto" de 25 dólares se pagaba por cada carga de alcachofas entregada, bajo la amenaza de robar el caballo del vendedor o destrozar su mercadería. Los comerciantes de carbón y hielo también demostraron ser difíciles de extorsionar, y las ganancias del negocio por los grupos no fueron tan grandes como esperaban. Eventualmente, fueron diezmados cuando sus propios miembros se enfrentaban entre ellos.

## Guerra entre la Mafia y la Camorra

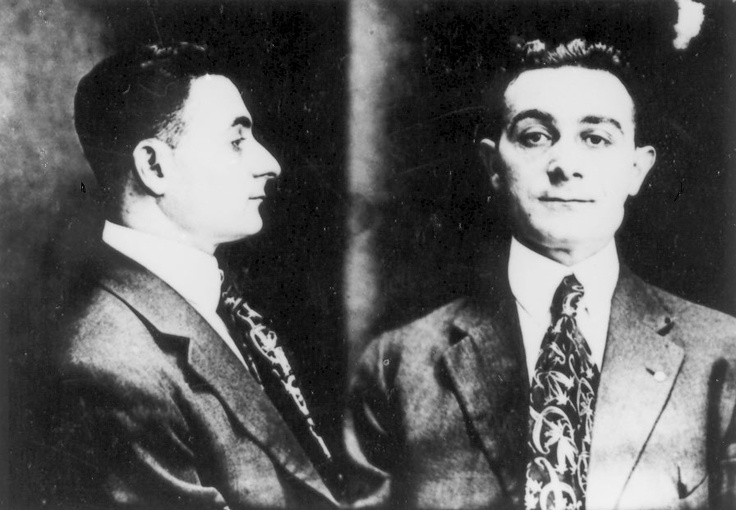
Mugshot de Ralph "The Barber" Daniello (1886 - 1925), un criminal de Nueva York que pertenecía a la pandilla w:Brooklyn Navy Street Gang y participó en un importante asesinato de pandillas. Danielle finalmente se convirtió en informante y ayudó a destruir las pandillas criminales de Camorra en Brooklyn.

La pelea por el control de los locales de Nueva York fue conocida con la Guerra entre la Mafia y la Camorra y se inició luego del asesinato de Giosue Gallucci y su hijo el 17 de mayo de 1915. La violencia y la seguidilla de asesinatos generaron una reacción de las autoridades. La policía convenció a Ralph Daniello a testificar contra sus antiguos asociados de la pandilla de Brooklyn Navy Street. Proveyó evidencia sobre 23 asesinatos. Varios Grandes Jurados emitieron 21 acusaciones en noviembre de 1917. En los juicios, algunos criminales implicados llamaban a las pandillas de Navy Street y Coney Island como "Camorra" y utilizaron el término "Mafia" para identificar los grupos de Harlem del Este.
Los juicios en 1918 desmantelaron totalmente a la pandilla de Navy Street. Testimonios de sus propios asociados destruyeron la protección interna contra los oficiales de la ley que alguna vez gozaron. El fin de las pandillas significaron el fin de la Camorra en Nueva York y el aumento del poder de sus rivales, los grupos de la mafia siciliana basados en Estados Unidos. Siguiendo la caída de la Camorra de Nueva York, los napolitanos o campanianos organizaron grupos criminales en Nueva York que fueron absorbidos por o se fusionaron con los nuevos dominantes grupos mafiosos sicilianos en Nueva York, creando la moderna Mafia ítaloestadounidense, que consistiría de manera creciente no sólo de criminales sicilianos sino de italianos e ítalo estadounidenses de varias regiones italianas. Los futuros gánsteres de origen napolitano o de la Campania como Vito Genovese, operaban en familias ítalo estadounidenses en las que la región italiana exacta carecía de importancia siempre que se sea de origen italiano.